# Ol'gochta
Ol'gochta (in lingua russa Ольгохта) è un centro abitato dell'Oblast' autonoma ebraica, situato nel Smidovičskij rajon.